# Johnny Chiang

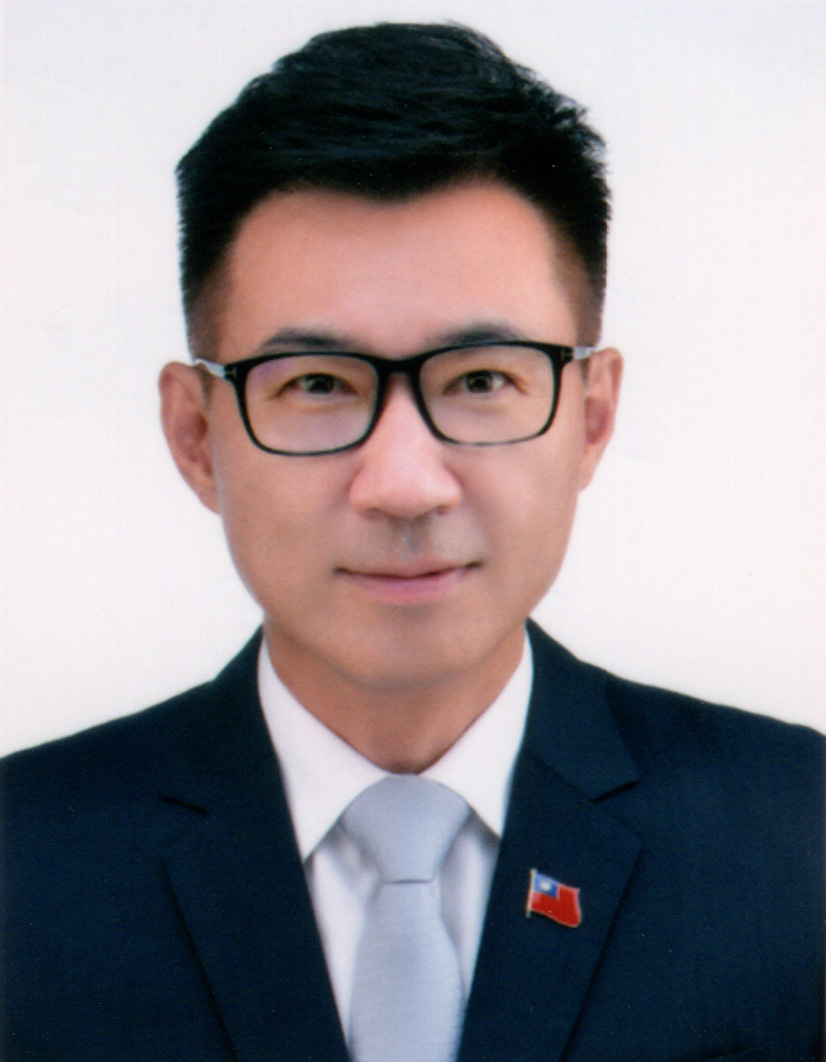
Johnny Chiang

Johnny Chiang Chi-chen (chinesisch 江啟臣, Pinyin Jiāng Qǐchén, Pe̍h-ōe-jī Kang Khé-sîn; * 2. März 1972 in Fengyuan, Landkreis Taichung) ist ein Politiker der Republik China (Taiwan) der Kuomintang, der zwischen 2010 und 2011 Generaldirektor des Regierungsinformationsamtes war und seit 2012 Mitglied des Legislativ-Yuan ist. Er ist seit 2018 Minderheitsführer und war zwischenzeitlich von 2020 bis 2021 Vorsitzender der Kuomintang.

## Leben

### Studien, berufliche Tätigkeiten und Generaldirektor des Regierungsinformationsamtes
Johnny Chiang Chi-chen, der aus dem Teochew-Volk stammt, begann nach dem Besuch der Rui Sui Elementary School, der Fengnan Junior High School und der Taichung First Senior High School ein Studium im Fach Auswärtige Angelegenheiten an der Chengchi-Nationaluniversität (NCCU), welches er mit einem Bachelor of Foreign Affairs beendete. Ein postgraduales Studium im Fach Internationale Angelegenheiten an der Graduate School of Public and International Affairs der University of Pittsburgh schloss er mit einem Master of Arts (MA International Affairs) ab. Danach erwarb er einen Doctor of Philosophy (Ph.D.) im Fach Internationale Beziehungen an der University of South Carolina (USC).
Im Anschluss arbeitete er als Forschungswissenschaftler am Taiwan Institute of Economic Research (TIER) und lehrte zunächst als Assistant Professor an der Fakultät für Politikwissenschaften der Soochow-Universität in Taipeh. Er war ferner stellvertretender Direktor der Internationalen Abteilung des TIER sowie stellvertretender Generalsekretär des taiwanesischen Komitees des Pazifischen Wirtschaftskooperationsrates PECC (Pacific Economic Cooperation Council). Des Weiteren fungierte er als stellvertretender geschäftsführender Direktor des Studienzentrums der Asiatisch-Pazifischen Wirtschaftsgemeinschaft APEC (Pacific Economic Cooperation Council) sowie als kommissarischer Direktor der Internationalen Abteilung des TIER, ehe er in Vollzeit als Associate Professor an der Fakultät für Politikwissenschaften der Soochow-Universität lehrte.
Am 24. Dezember 2010 löste Johnny Chiang Su Jun-pin als Generaldirektor des Regierungsinformationsamtes ab und gehörte damit als Regierungssprecher bis zu seiner Ablösung durch Philip Yang am 1. Mai 2011 dem erweiterten Kabinett, dem Exekutiv-Yuan, von Premierminister Wu Den-yih an.

### Mitglied des Legislativ-Yuan und Vorsitzender der Kuomintang

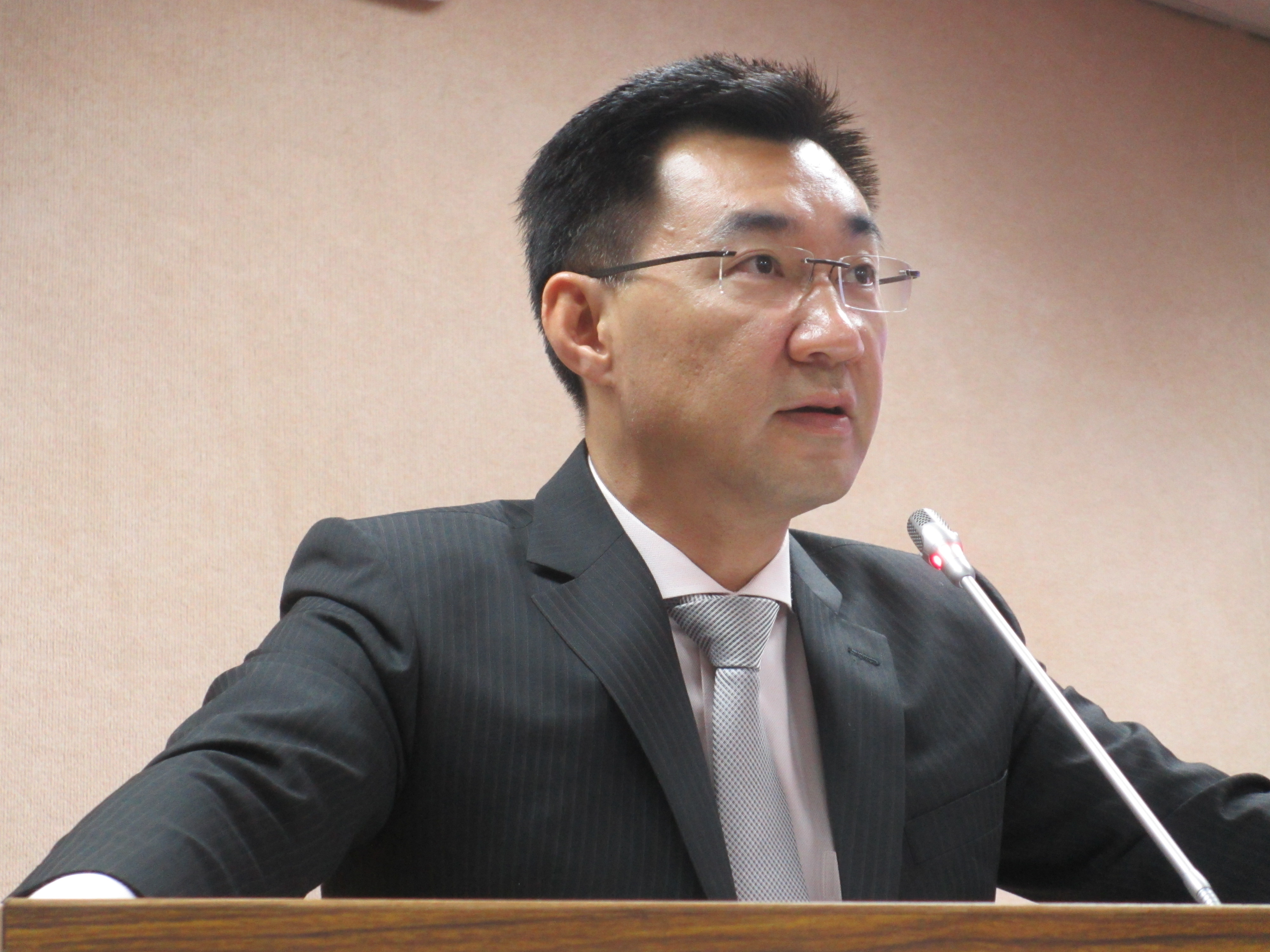
Johnny Chiang (16. März 2015)

Bei der Wahl des Legislativ-Yuans am 14. Januar 2012 wurde Johnny Chiang für die Kuomintang (KMT) im Wahlbezirk 8 Taichung City erstmals zum Mitglied des Legislativ-Yuan gewählt und gehört dieser seither an. In der achten Legislaturperiode (2012 bis 2016) war er unter anderem in der ersten bis vierten Sitzungsperiode Mitglied des Ausschusses für innere Verwaltung (Internal Administration Committee), in der ersten bis achten Sitzungsperiode für Verfassungszusätze (Constitutional Amendment Committee), in der dritten Sitzungsperiode für Disziplin (Discipline Committee) sowie von der fünften bis zur achten Sitzungsperiode auch Mitglied des Ausschusses für Auswärtige Angelegenheiten und nationale Verteidigung (Foreign Affairs and National Defense Committee).
Johnny Chiang wurde bei der Wahl am 16. Januar 2016 im Wahlbezirk 8 Taichung City wiedergewählt und war in der neunten Legislaturperiode (2016 bis 2020) von der ersten bis zur achten Sitzungsperiode weiterhin Mitglied des Ausschusses für Auswärtige Angelegenheiten und nationale Verteidigung, von der ersten bis zur sechsten Sitzungsperiode zudem Mitglied des Verfahrensausschusses (Procedure Committee) sowie des Weiteren in der ersten und dritten Sitzungsperiode auch wieder Mitglied des Disziplinarausschusses. In der zweiten Sitzungsperiode war er auch Generalsekretär der KMT-Fraktion. Darüber hinaus wurde er am 14. Juni 2018 Nachfolger von Lin Te-fu als Minderheitsführer (Minority Leader of the Legislative Yuan) und ist als solcher seither Oppositionsführer im Parlament.
Bei der Wahl am 11. Januar 2020 wurde Johnny Chiang im Wahlbezirk 8 Taichung City wiedergewählt und ist in der zehnten Legislaturperiode (2020 bis 2024) auch wieder seit der ersten Sitzungsperiode Mitglied des Ausschusses für Auswärtige Angelegenheiten und nationale Verteidigung und war zudem in der fünften Sitzungsperiode erneut Mitglied des Disziplinarausschusses. Er ist zudem Vorsitzender der Taiwanesisch-Britischen Parlamentarischen Freundschaftsgesellschaft sowie der Taiwanesisch-Singapurischen Freundschaftsgesellschaft. Darüber hinaus war er Mitglied des Zentralen Ständigen Ausschusses sowie Vorsteher des Politischen Komitees der KMT.
Als Nachfolger von Wu Den-yih und einer kommissarischen Amtsführung von Lin Rong-te zwischen dem 15. Januar und dem 9. März 2020 wurde Johnny Chiang Vorsitzender der Kuomintang und bekleidete das Amt des Parteivorsitzenden bis zum 5. Oktober 2021, woraufhin Eric Chu seine ihn ablöste.
Johnny Chiang ist mit Liu Tzu-ling verheiratet, deren Vater Liu Shen-liang von 1990 bis 1993, 1996 bis 2002 sowie 2005 bis 2012 ebenfalls Mitglied des Legislativ-Yuan war. Aus dieser Ehe gingen zwei Kinder hervor. Sein Onkel Antonio Chiang war zeitweise Generalsekretär des Nationalen Sicherheitsrates NSC (National Security Council).